# جيلسون ريبيرو
جيلسون ريبيرو (بالبرتغالية: Gilton Ribeiro‏) (25 مارس 1989 في كامبو غراندي في البرازيل – )؛ هو لاعب كرة قدم كان يلعب كمدافع.

## وصلات خارجية
- جيلسون ريبيرو على موقع رابطة كرة القدم اليابانية للمحترفين (اليابانية)
- جيلسون ريبيرو على موقع قاعدة بيانات كرة القدم.إي يو (الإنجليزية)
- جيلسون ريبيرو على موقع Soccerway.com (الإنجليزية)
- جيلسون ريبيرو على موقع عالم كرة القدم.نت (الإنجليزية)